# Nordmalings och Bjurholms, Degerfors, Lycksele och Åsele tingslags valkrets
Nordmalings och Bjurholms, Degerfors, Lycksele och Åsele tingslags valkrets var i riksdagsvalen till andra kammaren 1866–1872 en egen valkrets med ett mandat. Valkretsen, som geografiskt motsvarade dagens Nordmalings, Bjurholms och Vindelns kommuner samt de i Västerbottens län belägna delarna av Lappland (med undantag för Malå), avskaffades inför valet 1875 då Nordmaling och Bjurholm gick till Umeå, Nordmalings och Bjurholms tingslags valkrets medan övriga delar av området gick till Degerfors, Lycksele och Åsele tingslags valkrets. 

## Riksdagsman
- Gustaf Hæggström, lmp (1867–1875)